# Хидрология
Хидрологията (наука за водата) е наука за движението, разпределението и качеството на водите по Земята. Специалистите в науката се наричат хидролози. Клонове на хидрологията са:
- Потамология (хидрология на реките)
- Лимнология (хидрология на езерата)
- Хидрогеология (хидрология на подземните води)
- Екохидрология (екологична хидрология)
- Хидрохимия (химическа хидрология)
- Хидрометеорология
- Хидрография

Хидрологията изследва детайлно всички видове водни обекти на Земята – реки, езера, блата, морета, океани, ледници и подземни води. Те се разглеждат в своето непрекъснато взаимодействие, обусловено от водния кръговрат. Разглежда се и антропогенният фактор и неговото влияние върху водите, изразяващо се основно в замърсяване, изчерпване на водните колектори, построяването на язовири и водноелектрически централи (ВЕЦ).
В повечето случаи хидрологията се смята за дял от природната география, макар че формира тесни връзки с още редица фундаментални науки като химия, физика, математика, статистика и др.
Главни научни и работодателски центрове за хидролозите в България са: Национален институт по метеорология и хидрология (НИМХ), Министерство на околната среда и водите (МОСВ) и Софийски университет „Св. Климент Охридски“. Ежедневно и както метеорологичната прогноза НИМХ изготвя хидропрогноза.